# John Cornforth
John Warcup Cornforth, född 7 september 1917 i Sydney, New South Wales, Australien, död 8 december 2013 i Sussex, England, var en australisk kemist. År 1975 erhöll han Nobelpriset i kemi för sin forskning stereokemi och rörande organisk kemi.

## Biografi
Cornforth var son och andra av fyra barn till engelskfödda skolmästaren och läraren John Warcup Cornforth och Hilda Eipper, ett barnbarn till den banbrytande missionären och presbyterianska prästen Christopher Eipper. Innan hon gifte sig hade Eipper varit förlossningssköterska. Cornforth växte upp i Sydney och i Armidale, i norra New South Wales, där han fick sin grundskoleutbildning.
Vid ungefär 10 års ålder hade Cornforth visat tecken på dövhet, vilket ledde till diagnosen otoskleros, en sjukdom i mellanörat som orsakar progressiv hörselnedsättning. Detta gjorde honom helt döv vid 20 års ålder och påverkade även på ett avgörande sätt hans karriärriktning mot kemi.
Cornforth tog examen 1933 vid Sydney Boys' High School, där han utmärkte sig akademiskt, klarade prov i engelska, matematik, naturvetenskap, franska, grekiska och latin, och inspirerades av sin kemilärare, Leonard ("Len") Basser, för att ändra sin karriärriktning från juridik till kemi.
År 1934 började Cornforth studera organisk kemi vid University of Sydneys School of Chemistry, och från vilken han tog kandidatexamen som klassetta 1937. När han studerade vid University of Sydney träffade Cornforth sin blivande hustru, kemistkollega och vetenskapliga samarbetspartner, Rita Harradence.
År 1939 vann Cornforth och Harradence, oberoende av varandra, vardera ett av två forskningsstipendier från Royal Commission for the Exhibition of 1851 som kunde användas utomlands i två år. Vid University of Oxford arbetade Harradence på Somerville College medan Cornforth var på St. Catherine's College och de arbetade med Sir Robert Robinson, som de samarbetade med i 14 år. Under sin tid i Oxford fann Cornforth arbetet för och med Robinson stimulerande, och de två överlade ofta utan slut tills den ena hade ett övertygande grepp mot den andres argument. År 1941 tog Cornforth och Harradence båda doktorsexamen i organisk kemi.

## Karriär och vetenskapligt arbete
Efter sin ankomst till Oxford och under andra världskriget, påverkade Cornforth avsevärt arbetet med penicillin, särskilt i att rena och koncentrera det. Penicillin är vanligtvis mycket instabilt i sin råa form och som en konsekvens av detta byggde forskare på den tiden vidare på Howard Floreys arbete med drogen. År 1940 mätte Cornforth och andra kemister utbytet av penicillin i godtyckliga enheter för att förstå de förhållanden som gynnade penicillinproduktion och aktivitet, och han bidrog till skrivandet av The Chemistry of Penicillin.
År 1946 lämnade familjen Cornforth Oxford och började arbeta vid Medical Research Council (MCR), inom National Institute for Medical Research (NIMR), där de fortsatte med tidigare arbete med att syntetisera steroler, som kolesterol. Cornforths samarbete med Robinson fortsatte och blomstrade. År 1951 slutförde de, samtidigt med Robert Woodward den första totala syntesen av de icke-aromatiska steroiderna. Vid NIMR samarbetade Cornforth med flera biologiska forskare, såsom George Popják, med vilken han delade intresset för kolesterol. Tillsammans fick de Davymedaljen 1968 som ett erkännande för deras framstående gemensamma arbete med att klarlägga den biosyntetiska vägen till polyisoprenoider och steroider.
När han arbetade vid MRC, utsågs Cornforth till professor vid University of Warwick och var anställd där från 1965 till 1971. År 1975 tilldelades han Nobelpriset i kemi, tillsammans med Vladimir Prelog.
Också 1975 flyttade Cornforth till University of Sussex i Brighton som forskningsprofessor i Royal Society och stannade där som professor och var aktiv inom forskning fram till sin död.

## Utmärkelser och hedersbetygelser
- Fellow of the Royal Society,  1953[9]
- Corday-Morgan Prize,  1953[10]
- Flintoff Medal,  1966[11]
- Novartis Medal and Prize,  1966
- Davymedaljen, med  Georg Popják,  1968[12]
- Ernest Guenther Award,  1969[8][13]
- Australian of the Year, med  Alan Stretton,  1975
- Nobelpriset i kemi, med  Vladimir Prelog,  1975[14][15]
- Royal Medal,  1976
- Knight Bachelor,  1977[16]
- Corresponding Member of the Australian Academy of Science,  1977
- Copleymedaljen,  1982[17]
- Companion av Australienorden,  26 januari 1991[18]
- Hundraårsmedaljen,  1 januari 2001[19]
- Kommendör av 2 klass av Brittiska imperieorden
- 1851 Research Fellowship[6]

[Redigera Wikidata]